# Кожевниково-на-Шегаркі
Коже́вниково-на-Шега́ркі (рос. Кожевниково-на-Шегарке) — присілок у складі Кожевниковського району Томської області, Росія. Входить до складу Пісочнодубровського сільського поселення.
Стара назва — Кожевниково На Шегаркі.

## Населення
Населення — 215 осіб (2010; 220 у 2002).
Національний склад (станом на 2002 рік):
- чуваші — 51 %
- росіяни — 43 %